# Ljusdal (đô thị)

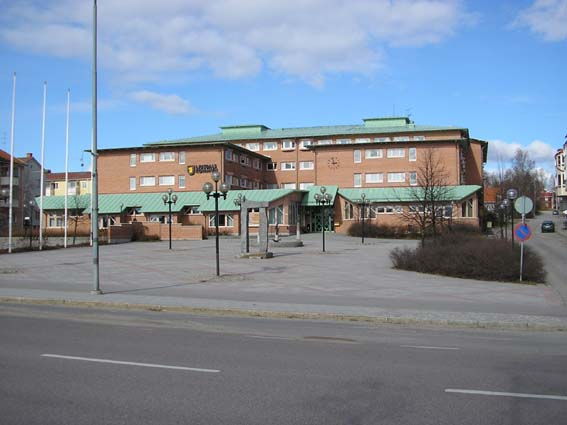
Tòa nhà đô thị Ljusdal

Đô thị Ljusdal (Ljusdals kommun) là một trong 290 đô thị ở hạt Gävleborg. Thủ phủ là Ljusdal.
Đô thị này đã được lập năm 1971 thông qua việc hợp nhất thị xã (köping) Ljusdal (thành lập năm 1914) với các đô thị nông thôn Järvsö, Färila, Los và Ramsjö.
Vị trí ở bên bờ sông Ljusnan, dọc theo bờ sông đó có tuyến đường sắt chính phía bắc Thụy Điển (Norra Stambanan).

## Các đơn vị trực thuộc
Số liệu vào thời điểm năm 2004, from Số liệu thống kê Thụy Điển
- Ljusdal 7.559
- Järvsö 1.907
- Färila 1.542
- Tallåsen 807
- Los 469
- Hybo 351
- Ramsjö 306
- Hennan 227
- Korskrogen 202
- Kårböle 134

## Hình ảnh

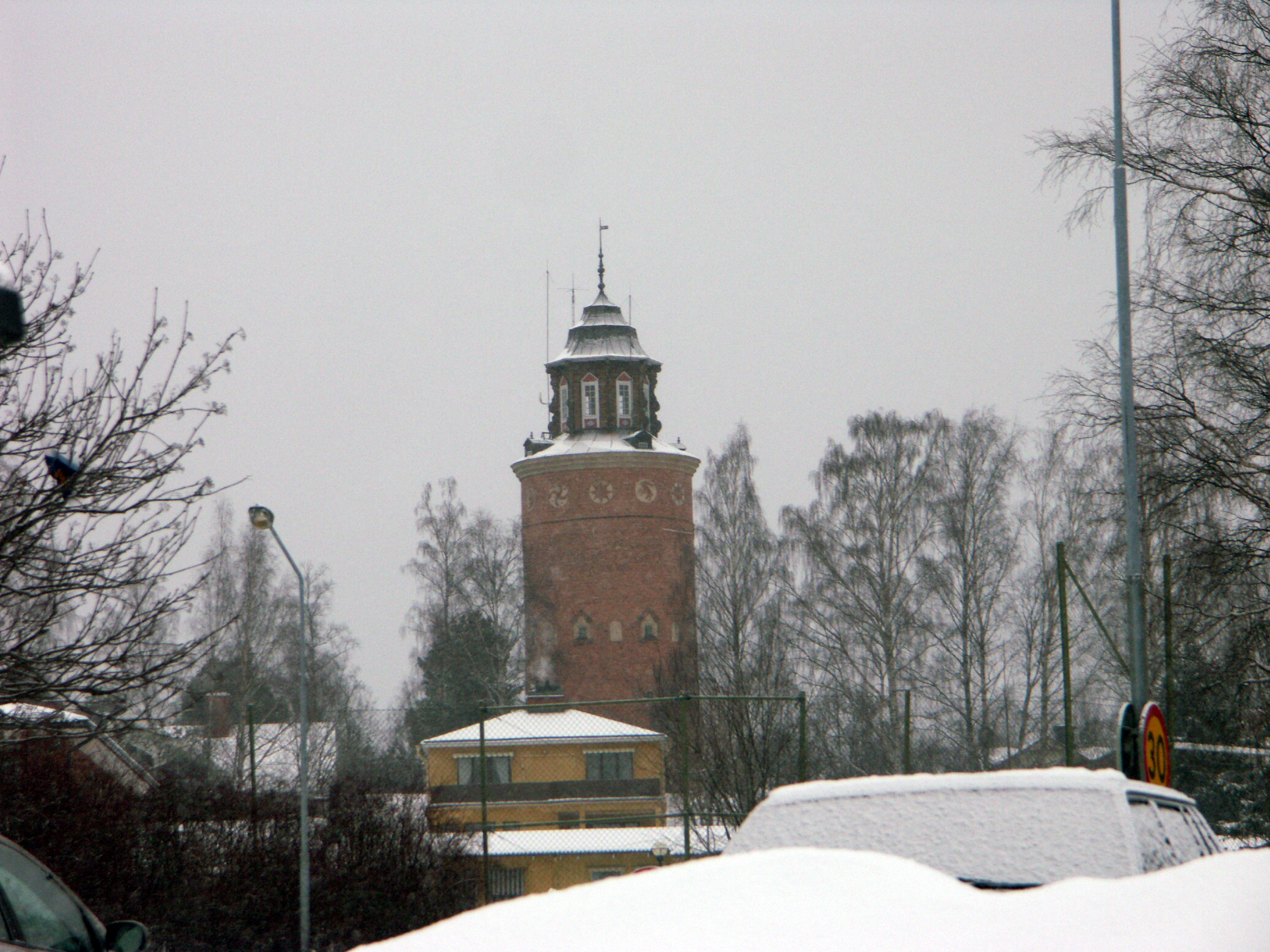
Tháp nước
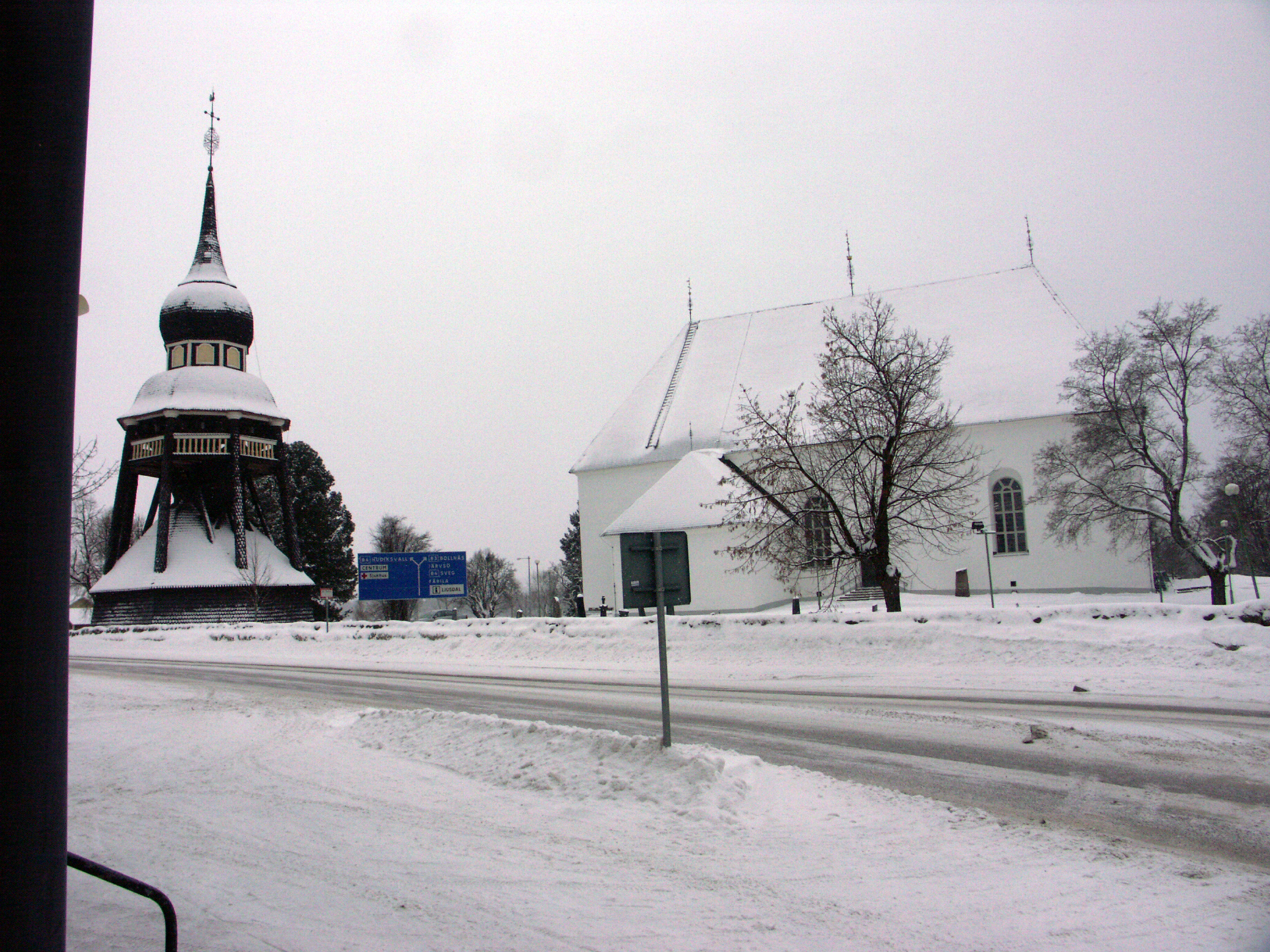
Giáo đường của Ljusdal
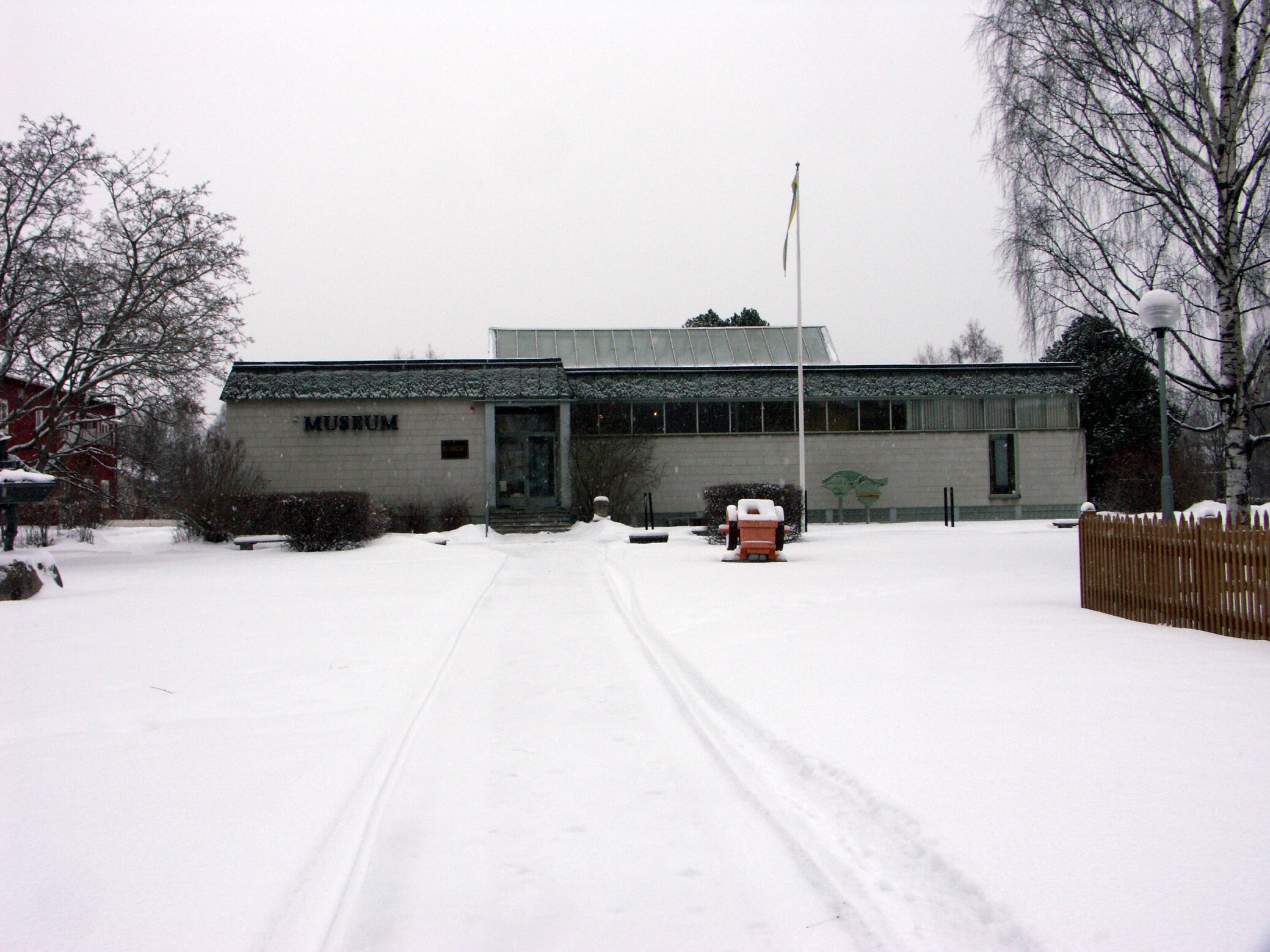
Bảo tàng Ljusdalsbygdens
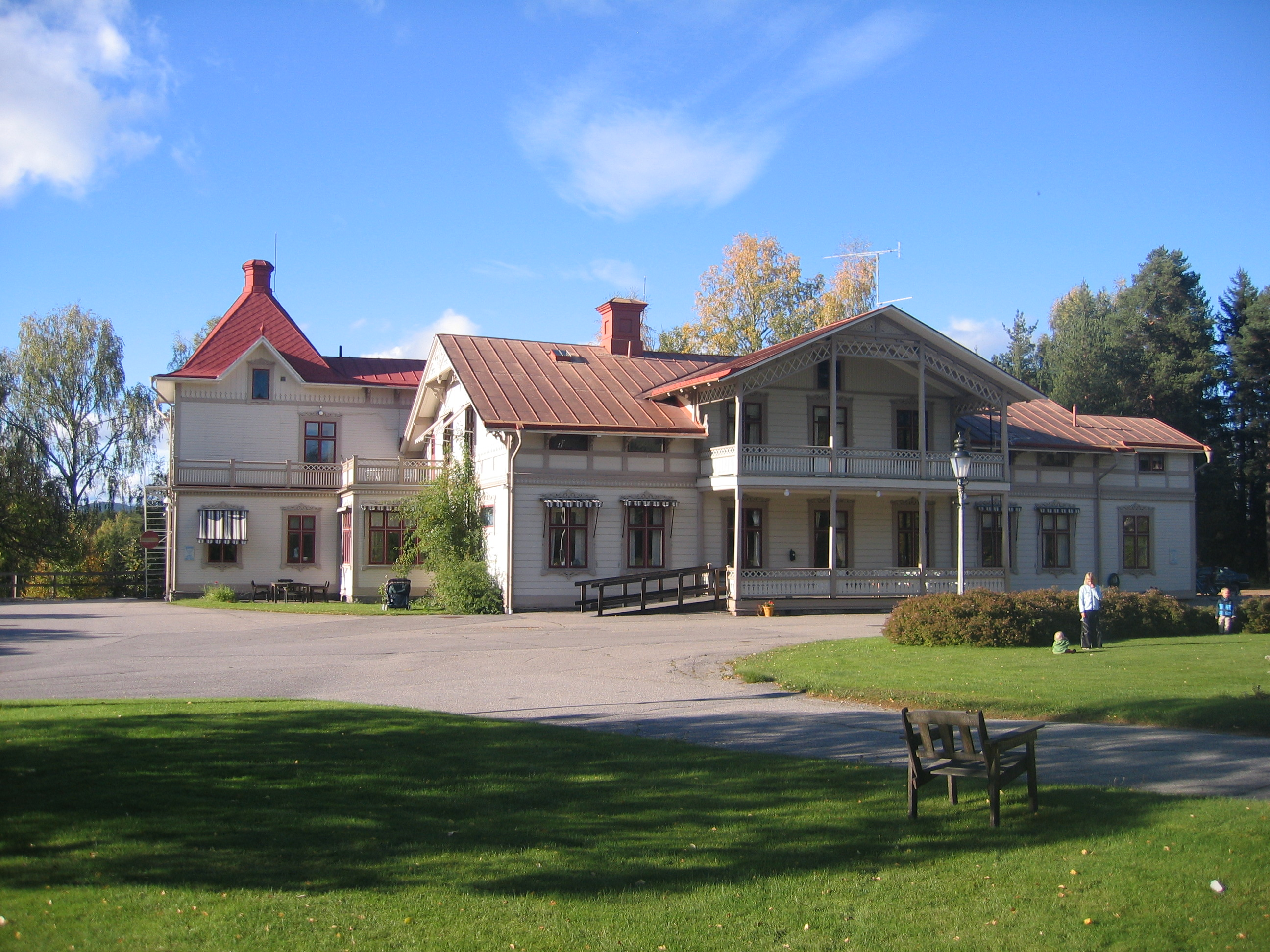
Borrgarden lịch sử

## Thành phố kết nghĩa
- Đan Mạch: Glamsbjerg
- Na Uy: Tynset
- Phần Lan: Ikaalinen
- Estonia: Vinni
- Đức: Schlieben